# Лутошкино (Липецкая область)
Луто́шкино — деревня в Краснинском районе Липецкой области России. Входит в состав Краснинского сельсовета.

## География
Деревня находится в северо-западной части Липецкой области, в лесостепной зоне, к югу от автодороги 42К-455, на расстоянии примерно 1,5 км (по прямой) к западу-юго-западу от села Красное, административного центра района. Абсолютная высота — 222 м над уровнем моря.

### Климат
Климат характеризуются как умеренно континентальный, с умеренно холодной продолжительной зимой и тёплым летом. Средняя температура воздуха самого холодного месяца (января) — −9,5 °C; самого тёплого месяца (июля) — 19 °C. Вегетационный период длится в среднем 180 дней. Среднегодовое количество атмосферных осадков варьирует в пределах от 500 до 531 мм, из которых около 70 % выпадает в тёплый период в виде дождя.

### Часовой пояс
Деревня Лутошкино, как и вся Липецкая область, находится в часовой зоне МСК (московское время). Смещение применяемого времени относительно UTC составляет +3:00.

## Население
| 2010 |
| ---- |
| 57   |

### Половой состав
По данным Всероссийской переписи населения 2010 года, в гендерной структуре населения мужчины составляли 50,9 %, женщины — соответственно 49,1 %.

### Национальный состав
Согласно результатам переписи 2002 года, в национальной структуре населения русские составляли 86 % из 85 чел.

## Известные уроженцы
- Ермаков, Антон Петрович (1896—1965) — советский государственный и партийный деятель.
- Мальцев, Евдоким Егорович (1910—1981) — советский военный деятель, генерал армии.